# Baron de la drogue
Un baron de la drogue est le chef d'un important réseau criminel pratiquant le trafic de drogue. Ces criminels sont souvent difficiles à poursuivre en justice, car ils ne sont généralement pas directement en possession de matériel illégal et entretiennent des relations dans les hautes sphères politiques et policières grâce à la corruption. La mise en accusation de barons de la drogue est donc habituellement le résultat d'importantes enquêtes policières avec infiltration du réseau, témoignages de repentis, et l'aide d'indicateurs de la police.

## Barons de la drogue célèbres

### Griselda Blanco
Surnommée la Reine de la coca, Griselda Blanco est considérée comme la pionnière du trafic de cocaïne vers les États-Unis dans les années 1970. Elle était le mentor de Pablo Escobar.

### Pablo Escobar
Pablo Escobar était probablement le baron de la drogue le plus célèbre et le plus meurtrier du cartel de Medellín. Ce cartel était alors le plus grand réseau de narcotrafiquants d'Amérique du Sud. Pablo Escobar fut tué par la police nationale colombienne en 1993, alors que le cartel avait déjà subi de sévères dommages. Il fut remplacé en quelques années par la montée en puissance du cartel de Cali.

### Gilberto Rodriguez-Orejuela et Jose Santacruz-Londono
Le cartel de Cali fut fondé dans les années 1970 par Gilberto Rodríguez Orejuela et José Santacruz Londoño, et est monté lentement aux côtés de son violent rival, le cartel de Medellín. Mais, tandis que le cartel de Medellín gagnait une réputation internationale pour sa brutalité et ses meurtres, les trafiquants de Cali s'instauraient comme de légitimes dirigeants.

### Joaquín Archivaldo Guzmán Loera dit « El Chapo »
Joaquin Guzman dit « El Chapo » dirigea le Cartel de Sinaloa, organisation spécialisée dans le trafic international de stupéfiants.